# 駒繋ぎの松

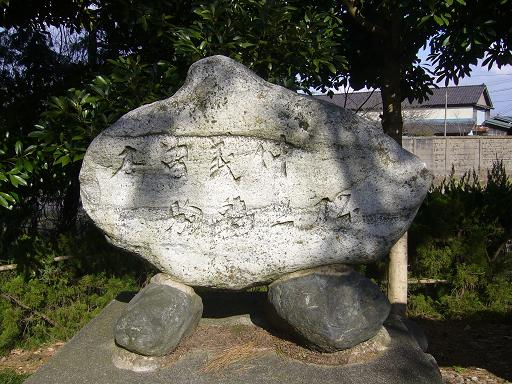
木曽義仲駒繋之松碑（高岡市戸出町1丁目戸出公園内）

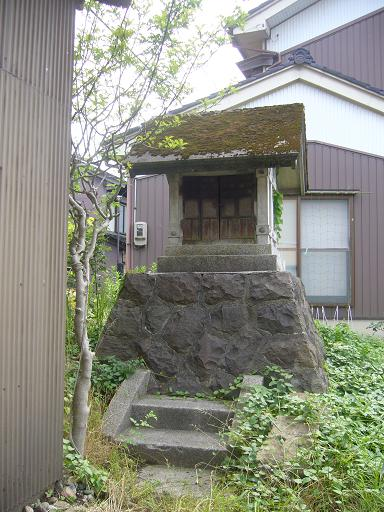
正園野神明社跡（高岡市戸出町1丁目戸出中田往来沿い）

駒繋ぎの松（こまつなぎのまつ）は、富山県高岡市戸出町1丁目の戸出駅東側にあったといわれている松の木である。現在はこの木は残っていない。

## 概要
松の木は現存していないものの、戸出町1丁目の戸出公園には、その木にまつわる伝説を記した石碑が設けられている。なお現在、石碑の横には松が植えられているが、これは「駒繋ぎの松」そのものではない。言い伝えによれば、寿永2年（1183年）5月11日、般若野から倶利伽羅峠へ進軍途中の木曾義仲がこの松の下で休み、馬をつないだのでこの名がついたとされる。目廻り9尺余(2.7m)、地上より6尺(1.8m)上がったところで双幹となった大きな松であったが、明治27年（1894年）9月11日、西南の暴風でその一幹が吹き折られた。また残る一幹も、開発のために明治42年（1909年）8月に伐採されてしまった。

## 場所
駒繋ぎの松は戸出野神社の末社であった正園野神明社の社地に存在した。正園野というのは旧・戸出村内の字名である。明治42年8月26日、正園野神明社は本社である戸出野神社へ合祀されたが、祠は今も、平安時代に北陸道の主道であった戸出中田往来沿いの正園野の地に残されている。駒繋ぎの松はこの祠の近くにその繁茂していたとされる。

## 現在
駒繋ぎの松の伝説を遺す石碑を建立することが地元で検討された時、戸出公園内に枝ぶりが良い大きな松の木が都合良く存在したため、その傍に石碑を建立することになった。石碑の傍の松が駒繋ぎの松ではないのはこのためである。